# Condado de Macon (Carolina do Norte)
O Condado de Macon é um dos 100 condados do estado americano da Carolina do Norte. A sede do condado é Franklin, e sua maior cidade é Franklin. O condado possui uma área de 1 345 km² (dos quais 8 km² estão cobertos por água), uma população de 29 811 habitantes, e uma densidade populacional de 22 hab/km² (segundo o censo nacional de 2000). O condado foi fundado em 1828.